# Acritillas indica
El bulbul cejiamarillo (Acritillas indica) es una especie de ave paseriforme de la familia Pycnonotidae endémica del sur de la India y Sri Lanka. Sus partes inferiores son principalmente amarillas y de tonos oliváceos las superiores, con una característica lista superciliar amarilla. Se localizan fácilimente por sus cantos aunque suelen estar ocultos entre el follaje por debajo del dosel del bosque. Es la única especie del género Acritillas, y se reconocen tres subespecies.

## Descripción

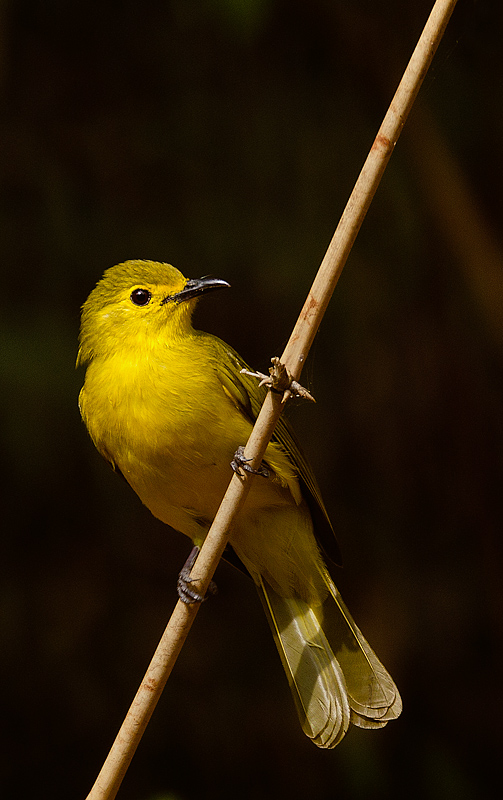
Ejemplar de A. i. icterica en Dandeli, India.

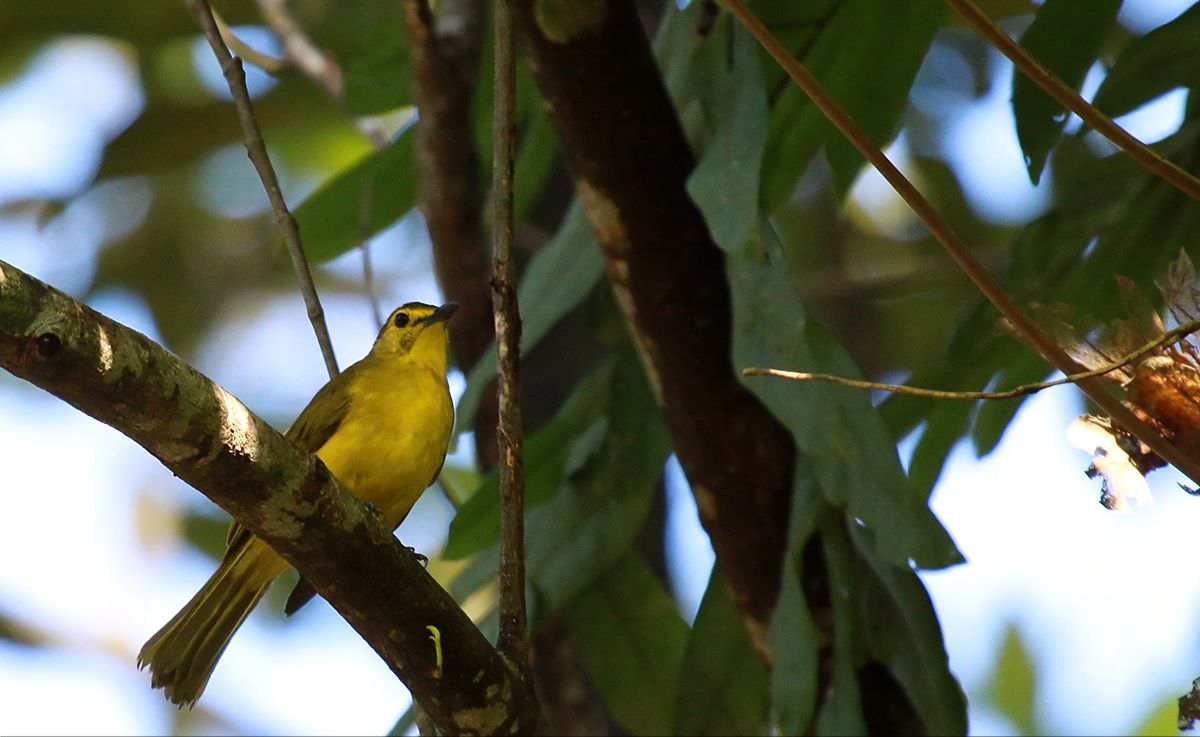
A. indica guglielmi (en el reserva forestal Bodhinagala, Sri Lanka).

El bulbul cejiarmarillo mide alrededor de 20 cm de largo, y carece del penacho en la cabeza que tienen otros bulbules. Sus partes superiores son de color verde oliváceo con una lista superciliar y anillo ocular amarillos, del mismo color que sus partes inferiores. Ambos sexos no se diferencia por el color de su plumaje. Su pico es negro y el iris de sus ojos es pardo rojizo. La población del norte de los Ghats occidentales (ssp. icterica) es de color amarillo más claro que las poblaciones del sur (ssp. indica). Hay una población algo disjunta en los Ghats orientales. La población del suroeste de Sri Lankan (ssp. gugliemi) es más verde, mientras que la población del norte de la isla pertenece a la subespecie nominal.

## Taxonomía
La especie fue descrita científicamente por T. C. Jerdon en 1839, basándose en un ejemplar de la región de Wynaad, con el nombre de Trichophorus indicus. Strickland hizo la descripción de Criniger ictericus a partir de un ejemplar posteriormente identificado procedente de Mahabaleshwar y este nombre se usaría para la subespecie de la población del norte de los Ghats occidentales (al norte de Goa). Posteriormente se clasificaron como Iole indica durante mucho tiempo hasta que un estudio indicó la excepcionalidad de esta especie en el género Iole. indicando que debía clasificarse como una especie separada como único integrante del género Acritillas propuesto por Oberholser.

## Distribución y hábitat
Se considera que el bulbul cejiamarillo es la especie equivalente en las zonas húmedas del bulbul cejiblanco en las zonas secas. Se encuentra principalmente en las copas de los árboles justo por debajo del dosel de los bosques de los montes y las plantaciones de los Ghats occidentales y Sri Lanka. También se encuentra en algunas partes de los Ghats orientales como los montes Kolli, los Nallamalas y partes de las regiones de Tirupathi y Mamandur de Andhra Pradesh.

## Comportamiento y ecología
El bulbul cejiamarillo suele encontrase en parejas o en pequeños grupos familiares. Sus llamadas son silbidos altos con notas de tipo pick-wick. Se alimentan principalmente de pequeños frutos e insectos. Su época de cría es durante el periodo seco antes de los monzones, principalmente de enero a mayo. Construyen su nido en forma de cuenco en la bifurcación de ramas bajas con musgo y telarañas en el exterior, lo que le da la apariencia de un nido grande de anteojitos, y con el interior forrado de fibras de raíces. La puesta típica consta de tres huevos en la India y dos en Sri Lanka. En el parque nacional del valle Silencioso de la India el 92,16% de los nido (de 153 nidos) tenían dos huevos. El periodo cumbre de reproducción en el valle Silencioso de Kerala es entre enero y febrero. Les lleva casi una semana en construir el nido y los huevos son incubados durante 13 días. Los huevos son de color rosa pálido o blanco con motas pardo rojizas. Los huevos eclosionan simultáneamente y los polluelos tardan aproximadamente otros 13 días en desarrollarse. Los polluelos son alimentados con orugas, insectos blandos y frutos.